# نیل کولینز
نیل کولینز (انگلیسی: Neill Collins؛ زادهٔ ۲ سپتامبر ۱۹۸۳) بازیکن فوتبال اهل اسکاتلند است.
از باشگاه‌هایی که در آن بازی کرده‌است می‌توان به باشگاه فوتبال ساندرلند، باشگاه فوتبال ولورهمپتون واندررز، باشگاه فوتبال پرستون نورث اند، باشگاه فوتبال شفیلد یونایتد، باشگاه فوتبال کویینز پارک، باشگاه فوتبال لیدز یونایتد، باشگاه فوتبال دومبارتون، باشگاه فوتبال پورت ویل، و باشگاه فوتبال هارتل پول یونایتد اشاره کرد.